# Escudo de Grecia
El escudo de Grecia está compuesto por un único campo de azur con una cruz griega de plata con el que se quiso representar a la Iglesia ortodoxa griega en 1828. Es la misma composición existente en la bandera vigente hasta 1978 y que actualmente figuran en un recuadro situado en la esquina superior de la bandera de Grecia junto al mástil. El escudo propiamente dicho aparece rodeado por dos ramas de laurel.
El primer emblema nacional griego data de 1822 y tenía forma circular, con los colores azul y blanco; representando a la diosa Atenea y a su símbolo el búho, con la leyenda «Administración Provisional de Grecia» (en griego, Προσωρινή Διοίκησις της Ελλάδος, Prosoriní Diíkisis tis Elládos). Ha tenido numerosos cambios tanto en la forma como en el diseño, sobre todo a causa de los cambios de régimen político.
En época del primer ministro Kapodistrias (1828 - 1832), se adoptó el fénix, símbolo del renacimiento. Durante el reinado de Otón de Baviera, las armas reales (el escudo con la cruz de plata sobre campo de azur, timbrado con la corona real y flanqueado por dos leones coronados) devinieron en el emblema nacional griego. Con la llegada de Jorge I el escudo anterior fue sustituido por uno de inspiración danesa.
Con el advenimiento de la república en 1924, Grecia pasó a tener como emblema simplemente el escudo de azur con la cruz de plata. Las armas reales se volvieron a implantar con la restauración monárquica en 1935 y se usaron hasta 1973, cuando una junta militar abolió la monarquía. El diseño actual, obra del artista Kostas Grammatópoulos, fue adoptado el 7 de junio de 1975 cuando se eliminaron la corona real y otros elementos asociados con la antigua monarquía griega y sus vínculos dinásticos.

## Historia
El pensador político y revolucionario Rigas Feraios fue el primero en proponer un emblema nacional para Grecia,  incluyendo una representación dibujada a mano del mismo en su Nueva Constitución Política manuscrita de 1797.  La propuesta de Rigas estaba compuesta por un club de Heracles, con las palabras Libertad – Igualdad – Fraternidad superpuestas en él, y tres cruces en la cima.  En su Mapa de Grecia de 1796-1797, Rigas explica que el club representa el poder de Grecia, pero su uso no se limitaba a los griegos étnicos y también podía ser utilizado por cualquiera de los otros pueblos balcánicos que él imaginaba que conformarían su República Helénica multiétnica.  Sin embargo, en su selección de este dispositivo, estuvo directamente influenciado por el radicalismo jacobino de la Revolución Francesa, que utilizó el dispositivo del club de Heracles como símbolo del poder democrático.  Los colores nacionales que propuso fueron el rojo, el blanco y el negro, que simbolizaban la autodeterminación, la pureza y el sacrificio, respectivamente.  El garrote, cosido a una escarapela blanca , sería la marca identificatoria con la que se reconocerían los "demócratas libres y hermanos iguales".  Este diseño nunca se adoptó oficialmente.
El primer emblema nacional griego oficial se describió en la Constitución Provisional adoptada por la Primera Asamblea Nacional en Epidauro el 1 de enero de 1822  y se estableció por decreto el 15 de marzo del mismo año.  El emblema nacional se describió como una simple escarapela blanca y azul.  Estos colores se eligieron como nacionales en lugar de opciones más "revolucionarias" como el negro y el rojo, populares en Grecia desde que Rigas los propuso, para disociar al gobierno y a la revolución de cualquier vínculo percibido con movimientos radicales a ojos de las cortes reales europeas conservadoras.
Desde su creación, el emblema ha sufrido numerosos cambios de forma y diseño, principalmente debido a los cambios de régimen. Además de la escarapela, la Administración Provisional de Grecia utilizó un sello que representaba a la diosa Atenea y su símbolo, el Búho de Atenea, rodeado por las palabras «Administración Provisional de Grecia».  Durante la gobernación de Ioannis Kapodistrias (1827-1831), se creó un nuevo sello basado en el fénix, símbolo del renacimiento.  Lo rodeaban las palabras «Estado Helénico», acompañadas de la fecha «1821» (año del inicio de la guerra de Independencia de Grecia) en números griegos.
Este sello dio a la primera moneda de Grecia, el Fénix, su nombre.  El fénix también fue utilizado como símbolo por gobiernos no monárquicos griegos posteriores, incluida la Segunda República Helénica (1924-1935) y la república proclamada por la junta de 1973-1974.

## Escudos históricos
El escudo de Grecia es una mezcla de la Antigua Grecia y la Grecia actual.

Propuesta de Rigas Feraios
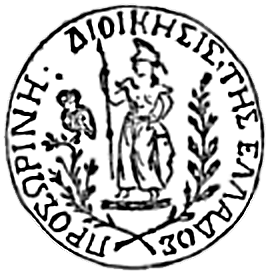
El sello de armas del Gobierno Provisional Griego (1822-1828). Representa a la diosa Atenea y a su símbolo el búho. La leyenda reza "Administración Provisional de Grecia".
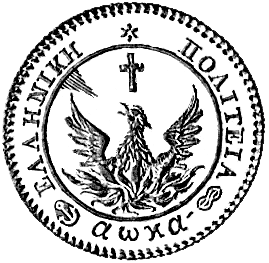
El emblema de Grecia bajo la gobernación de Ioannis Kapodistrias (1828-1832) con el Ave Fénix. La leyenda reza "Estado Helénico", acompañada de la fecha "1821" (año de la Guerra de independencia de Grecia) en numerales griegos.
Escudo de armas de la Primera República (1829)
Emblema Nacional de la Primera República (1832)
Escudo de armas del Reino de Grecia durante la dinastía Wittelsbach (1833-1862).
El Escudo de armas del Reino de Grecia durante el primer período de la dinastía Glücksburg (1863-1924).
Segunda versión del Escudo de Armas Real después de la restauración de Jorge II. Usado desde 1936-1973
Escudo de armas Menor del Reino de Grecia durante la dinastía Glücksburg (1863-1924 y 1935-1973).
El escudo de armas nacional durante la Junta de la República proclamada en 1973-1974.
El escudo de armas de la Segunda República Helénica de 1924 a 1935
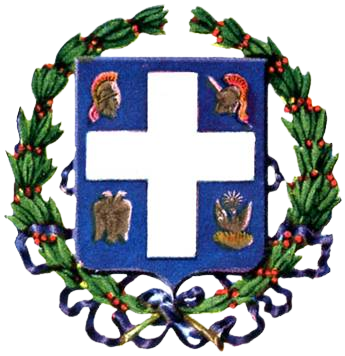
Versión del escudo de armas de 1925-1926 bajo la dictadura de Pangalos
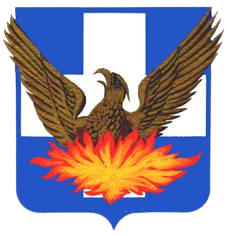
Armas con el fénix superpuesto, utilizadas durante la Segunda República
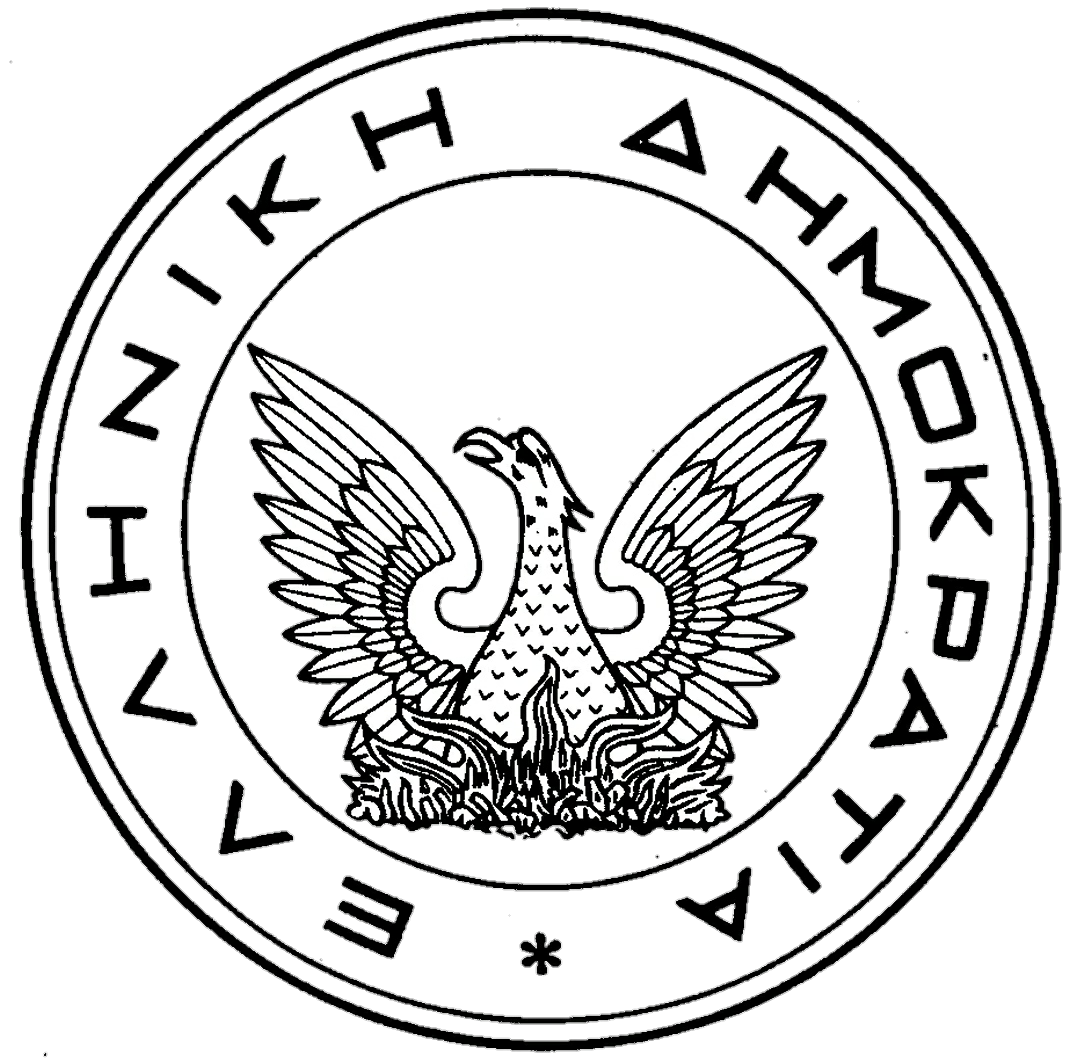
Gran Sello del Estado de Grecia (1973-1974)

## Otras versiones

Versión Militar del emblema nacional, vista como la insignia de las fuerzas armadas y servicios de seguridad personal, y en el estandarte del Presidente de Grecia.
Versión en color (extraoficial)
Ejemplo de uso en los sellos de los servicios del Estado. En la imagen, el sello de la Secretaría General de Macedonia y Tracia